# Etienne Antheunis
Etienne Antheunis (Lokeren, 15 juni 1947) is een Belgisch voormalig wielrenner.

## Carrière
Antheunis nam deel aan drie grote rondes maar kon er maar één uitrijden, die van 1970 waar hij ploeggenoot Eddy Merckx mee naar de overwinning loodste. Hij won in 1970 de Omloop van het Waasland en reed in 1973 met een 18e plaats zijn beste resultaat in de klassiekers.

## Overwinningen
1968
- Moerbeke

1970
- Omloop van het Waasland
- 3ae Etappe Ploegentijdrit Ronde van Frankrijk
- Omloop van West-Brabant

1972
- GP Dr. Eugeen Roggeman – Stekene

1974
- Belsele Individueel
- Koersel

## Resultaten in de voornaamste wedstrijden
| Jaar | Ronde van Italië | Ronde van Frankrijk | Ronde van Spanje |
| ---- | ---------------- | ------------------- | ---------------- |
| 1969 |                  |                     |                  |
| 1970 |                  | 87e                 |                  |
| 1971 |                  |                     |                  |
| 1972 |                  | opgave              | opgave           |
| 1973 |                  |                     |                  |
| 1974 |                  |                     |                  |

| Jaar | Milaan-San Remo | Gent-Wevelgem | Ronde van Vlaanderen | Amstel Gold Race | Luik-Bast.‑Luik | Ronde van Lombardije |
| ---- | --------------- | ------------- | -------------------- | ---------------- | --------------- | -------------------- |
| 1969 |                 |               |                      |                  |                 | 23e                  |
| 1970 |                 |               | 29e                  | 29e              |                 |                      |
| 1971 |                 |               |                      |                  |                 |                      |
| 1972 |                 | 106e          |                      |                  |                 |                      |
| 1973 | 105e            |               | 18e                  |                  | 49e             |                      |
| 1974 |                 | 45e           |                      |                  |                 |                      |

## Fotogalerij

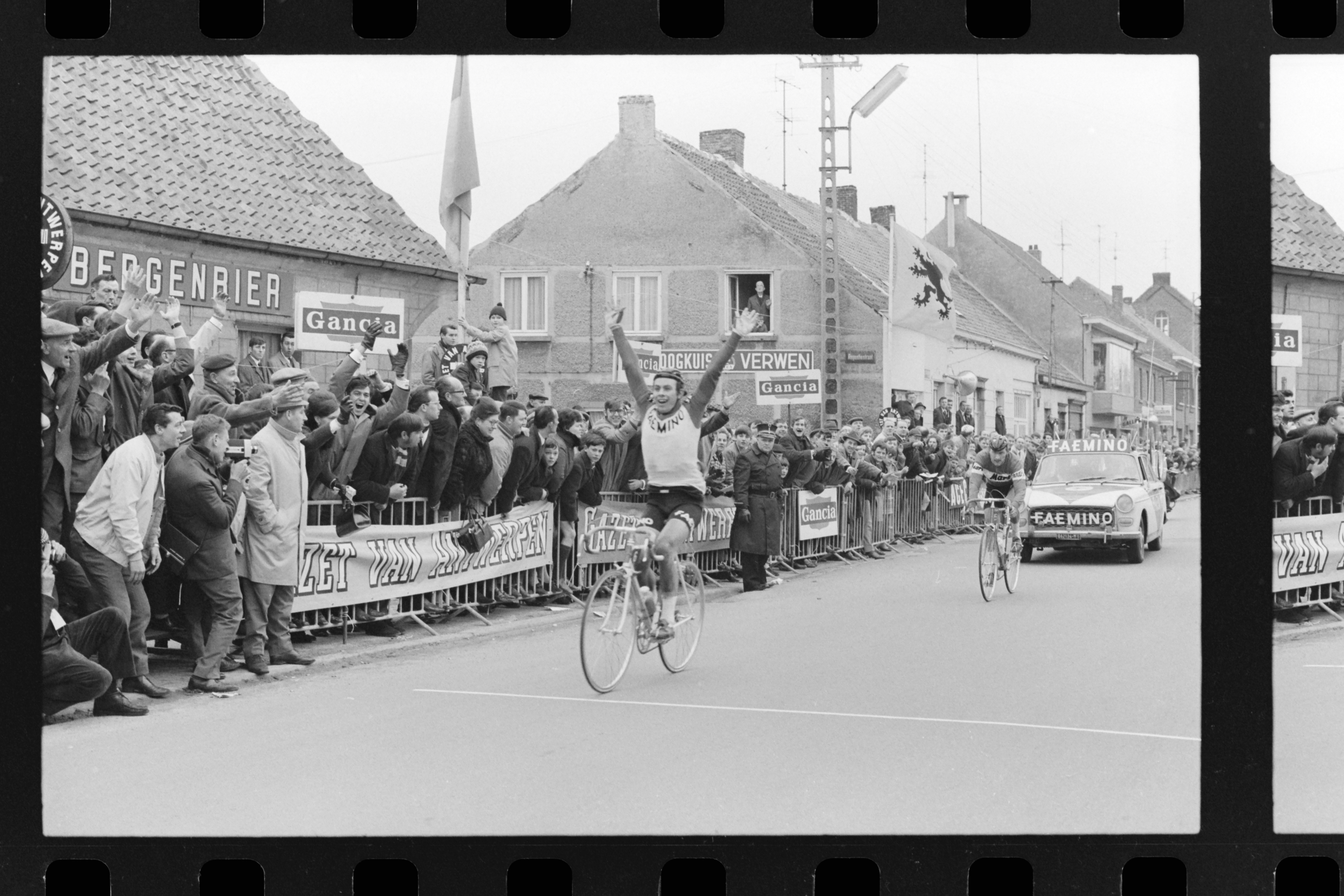
Etienne Antheunis wint de Omloop van het Waasland 1970 in Kemzeke.

Wielerploegen van Etienne Antheunis
Antheunis ·
Bailetti ·
Brands ·
Conti ·
De Rosso ·
Delocht ·
Desaymonet ·
Di Caterina ·
Farisato ·
Merckx ·
Mintjens ·
Opdebeeck ·
Re ·
Reybrouck ·
Scandelli ·
Scheers ·
Sercu ·
Soave ·
Spruyt ·
Stevens ·
Swerts ·
Van De Kerckhove ·
Van Den Bossche ·
Van Schil ·
Van Sweevelt ·
Vandenberghe ·
Vrijders
Antheunis ·
Bruyère ·
Campagnari ·
Delocht ·
Desaymonet ·
Di Caterina ·
Farisato ·
Hermie ·
Huysmans ·
Kindt ·
Merckx ·
Mintjens ·
Monty ·
Re ·
Scandelli ·
Scheers ·
Spruyt ·
Stevens ·
Swerts ·
Van De Vijver ·
Van Schil ·
Vandenberghe ·
Zilioli
Antheunis ·
Barras ·
Basso ·
Bellini ·
Bruyère ·
Castelletti ·
Deschoenmaecker ·
Favaro (vanaf 01/04) ·
Huysmans ·
Merckx  ·
Mintjens ·
Santambrogio ·
Spruyt ·
Stevens ·
Swerts ·
Tosello ·
Tumellero ·
Van Coningsloo ·
Van Den Bossche ·
Van Der Linden ·
Van Lint ·
Van Schil ·
Vanspringel ·
Wagtmans